# کمپین ویکسبرگ
کمپین ویکسبرگ (انگلیسی: Vicksburg Campaign) عنوان یک سری از مانورهای نظامی و جنگ‌های پراکنده در جبهه غربی در جنگ داخلی آمریکا از جنگ داخلی آمریکا علیه شهر ویکسبرگ، میسیسیپی می‌باشد، ویکسبرگ در حقیقت یک قلعه‌شهر با اهمیت سوق‌الجیشی بسیار زیاد بود که در آن زمان در اختیار و تحت تسلط مؤتلفه قرار داشت، هدف عمده از تسلط و استقرار نظامی در این قلعه‌شهر کنترل بخشی مهم و حیاتی از رود میسیسیپی بود. ارتش اتحادیه و ارتش تنسی به رهبری ژنرال یولیسیز سایمن گرانت توانست با به دست آوردن و تسخیر بخش عمده‌ای از رودخانه این دژ محکم و استراتژیک را در هم بشکند و سرهنگ ژنرال موتلفه جان کلیفورد پمبرتون را شکست دهد.
این کمپین همچنین از جهاتی در تاریخ جنگ‌های داخلی آمریکا بسیار حائز اهمیت است چرا که شامل بسیاری از عملیات‌های نظامی مهم و مانورهای سنگین و در بر گیرندهٔ یازده جنگ مختلف و پراکنده در دل خود بود که از تاریخ ۲۶ دسامبر سال ۱۸۶۲ تا ۴ ژوئیه ۱۸۶۳ به طول انجامید

## نگارخانه

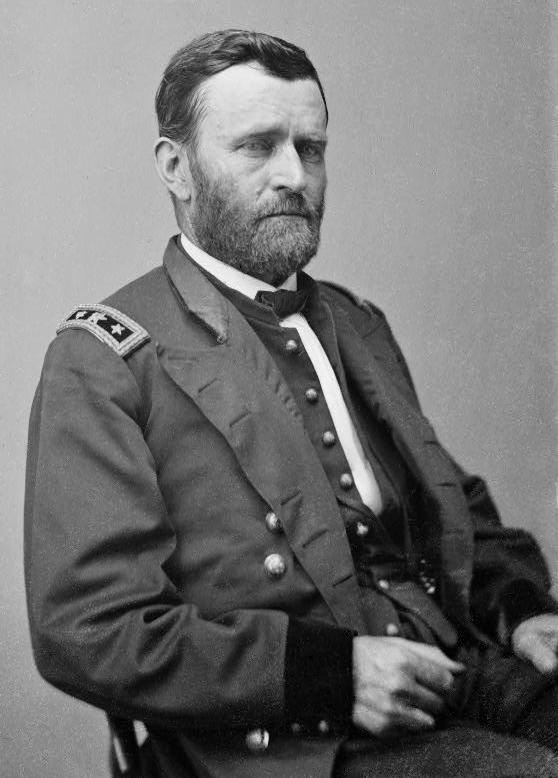
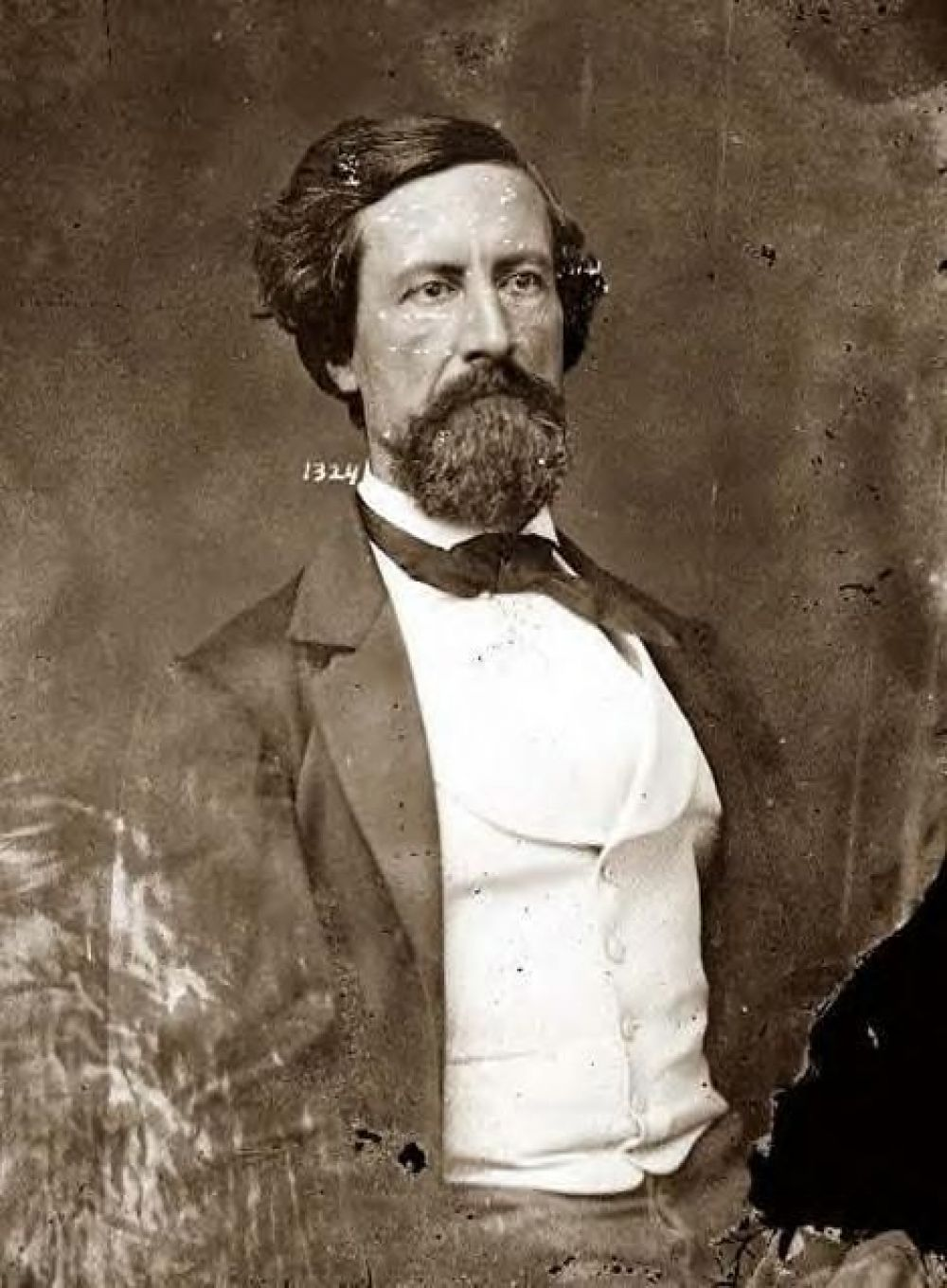
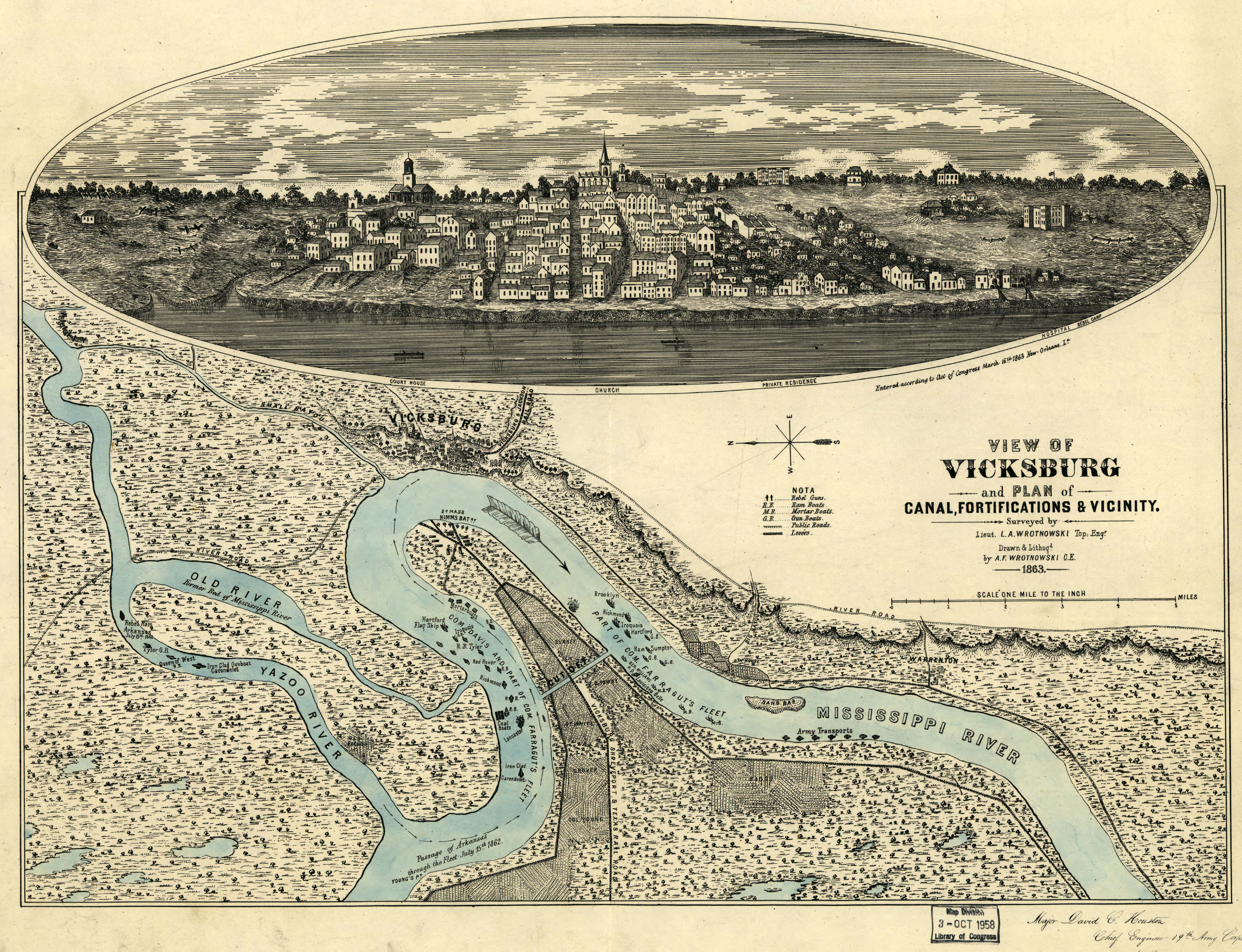
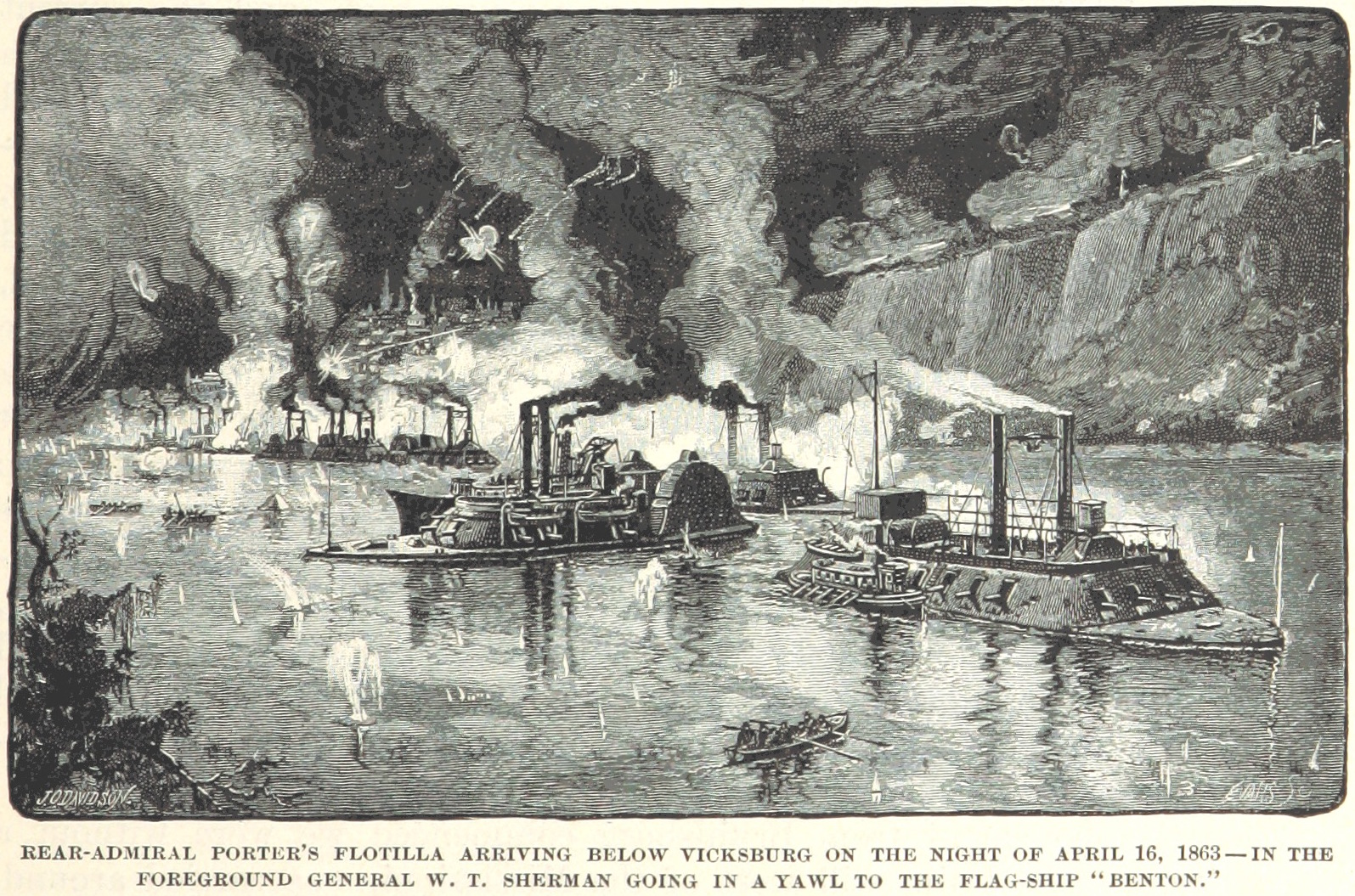
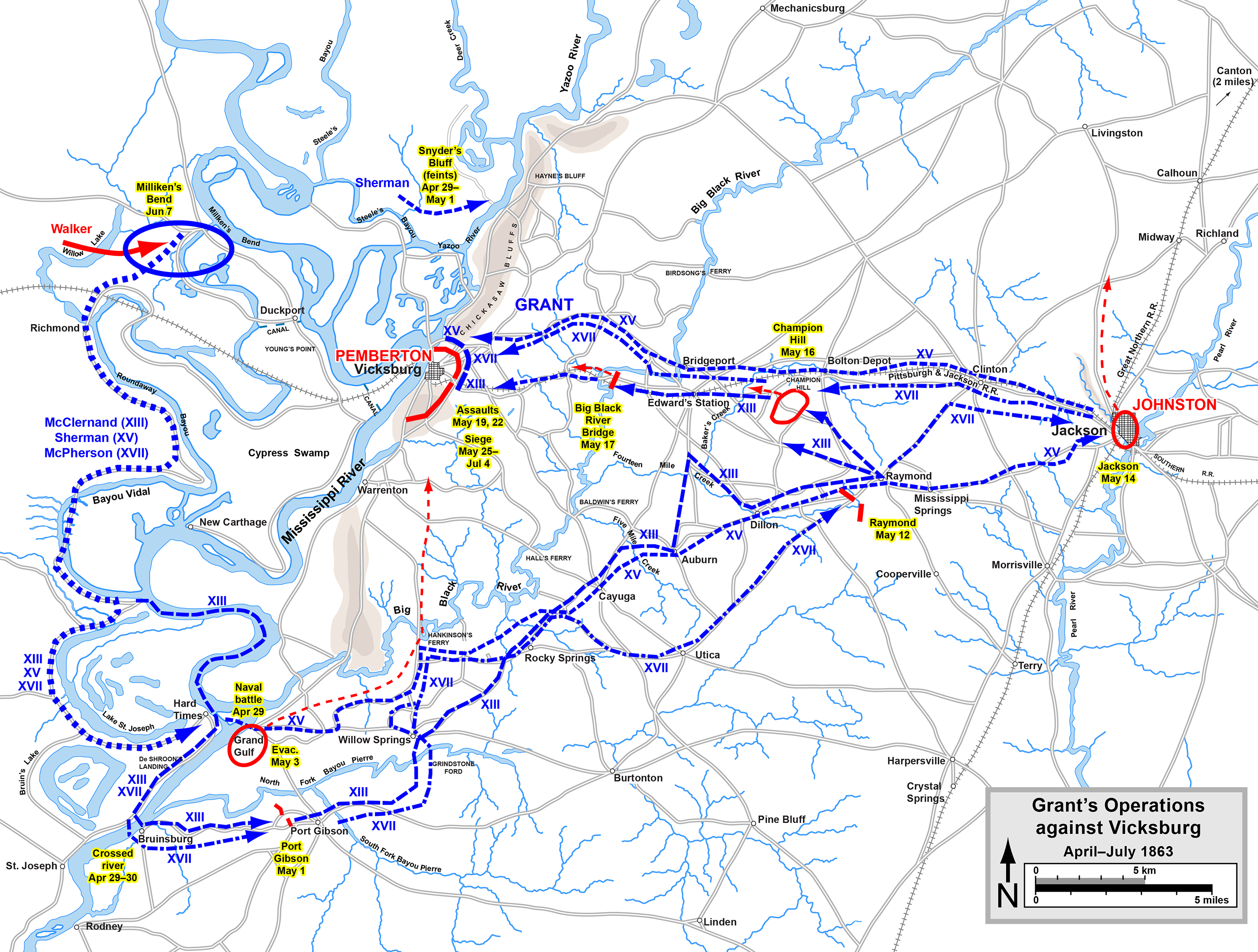
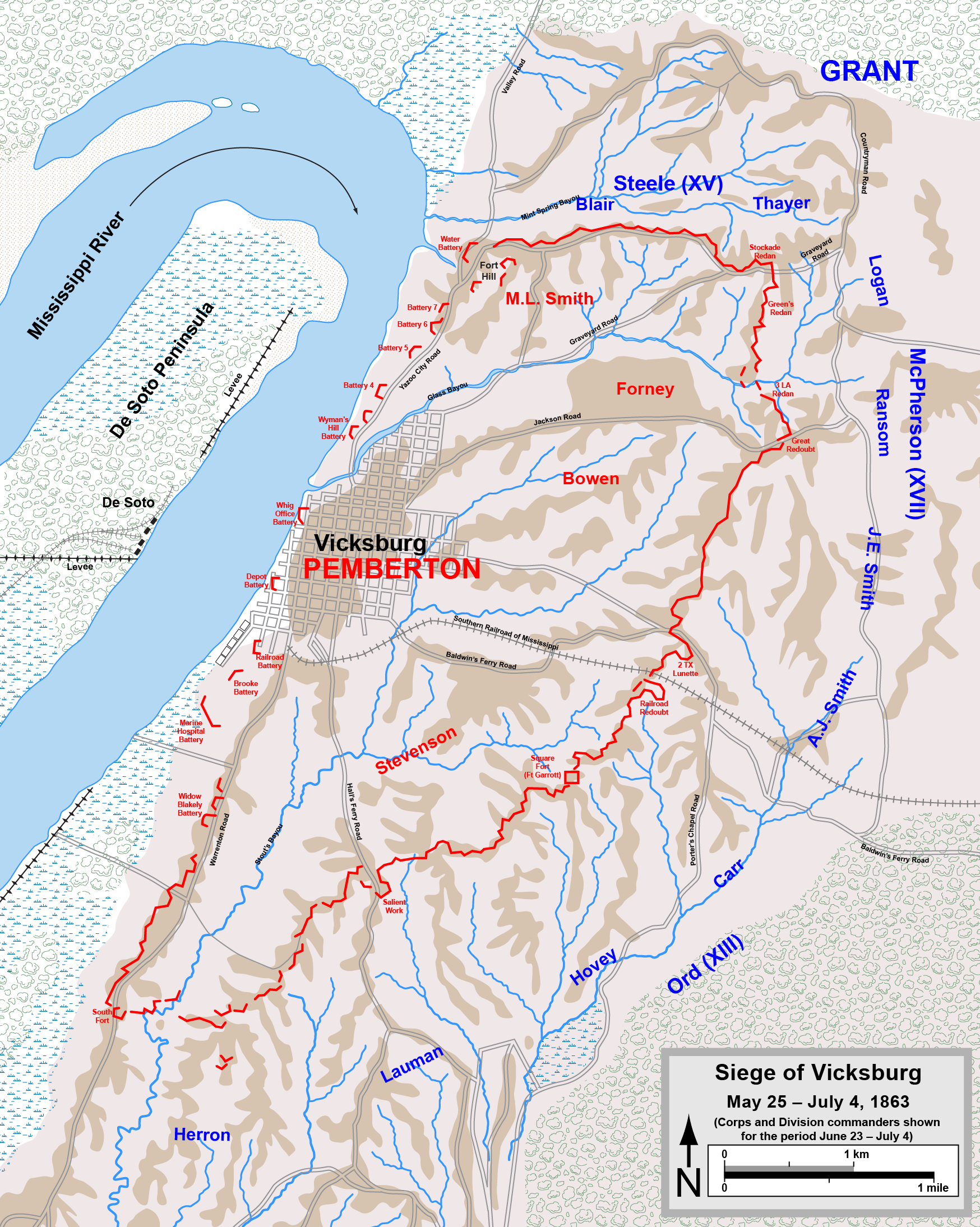
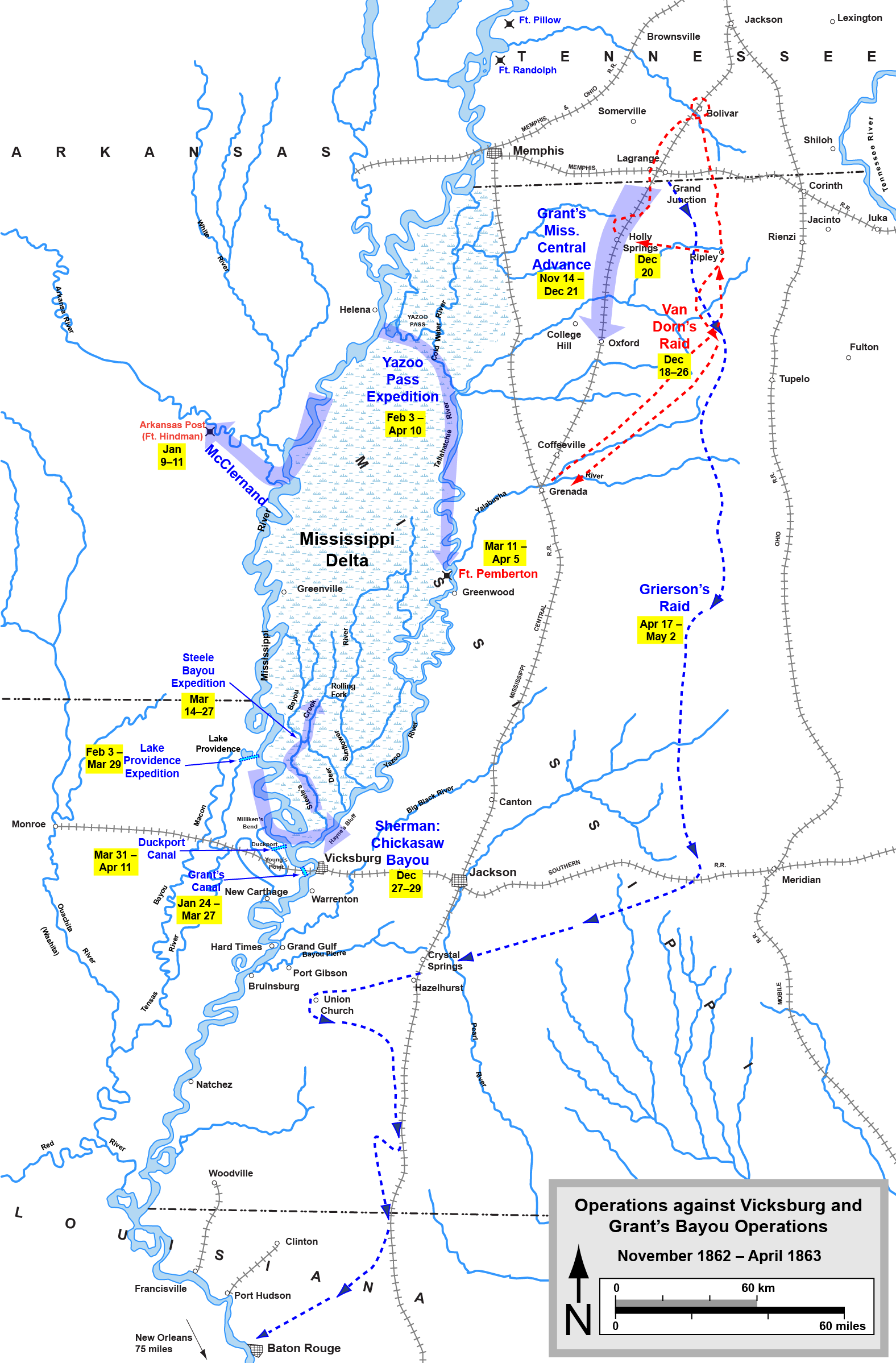